# Miguel Delas
Miguel Delas de Andrés   (nacido el 13 de abril de 1984 en Barcelona, Cataluña) es un jugador de hockey sobre hierba español. Disputó los Juegos Olímpicos de Londres 2012 y los de  Río de Janeiro 2016 con España, obteniendo un sexto y  quinto puesto, respectivamente.  

## Participaciones en Juegos Olímpicos
- Londres 2012, puesto 6.
- Río de Janeiro 2016, puesto 5.
- Tokio 2020, puesto 8.